# Frank Chance
Frank Leroy Chance (* 9. September 1877 in Fresno, Kalifornien; † 15. September 1924 in Los Angeles, Kalifornien) war ein US-amerikanischer Baseballspieler und -manager in der Major League Baseball (MLB). Seine Spitznamen waren Husk und The Peerless Leader.

## Biografie
Frank Chance begann seine Karriere bei den Chicago Cubs in der National League als Catcher und zeitweise auch als Outfielder, wechselte aber nach der Verpflichtung von Johnny Kling auf die Position des First Baseman. Seine große Zeit kam, als er in der Mitte der Saison 1905, als er auch die Managerposition bei den Cubs von Frank Selee übernahm. Unter seiner Regie gewannen die Cubs in den Jahren 1906, 1907, 1908 und 1910 den Titel in der National League. 1906 stellten sie mit 116 Siegen bei nur 36 Niederlagen einen Rekord für die Major Leagues auf. Einer Niederlage gegen die White Sox in den World Series 1906 folgten zwei Titelgewinne gegen die Detroit Tigers in den darauffolgenden Jahren. Chance war bei der Serie 1908 mit einem Schlagdurchschnitt von 42,1 % der überragende Spieler beim bislang letzten World Series-Titel der Cubs.
Nach der Saison 1912 verließ er die Cubs und arbeitete in den nächsten beiden Jahren bei den New York Yankees. Diese verließ er krankheitsbedingt 1914 und kehrte in seine kalifornische Heimat zurück. Dort übernahm er das in Los Angeles beheimatete Team der Pacific Coast League als Eigentümer und Manager in den Jahren 1916 und 1917. In den Osten kehrte er für kurze Zeit 1923 zurück. Als Coach bei den Boston Red Sox sollte er versuchen, das Team, das nach vielen Abgängen (u. a. Babe Ruth zu den Yankees) geschwächt war, wieder an die Spitze der American League zu führen, scheiterte aber bei diesem Vorhaben. Im folgenden Jahr wollte er den Managerposten bei den Chicago White Sox übernehmen, konnte dies aber aus gesundheitlichen Gründen nicht verwirklichen. Am 15. September 1924 verstarb Chance in Los Angeles.
Im Jahre 1946 wurde Frank Chance gemeinsam mit Joe Tinker und Johnny Evans in die Baseball Hall of Fame aufgenommen. Berühmtheit hatte dieses Trio durch ein Gedicht des Zeitungskolumnisten Franklin Adams mit dem Titel Baseball's Sad Lexicon, das auch unter dem Titel Tinkers to Evers to Chance bekannt ist.